# Cementiri militar alemany de Cuacos de Yuste

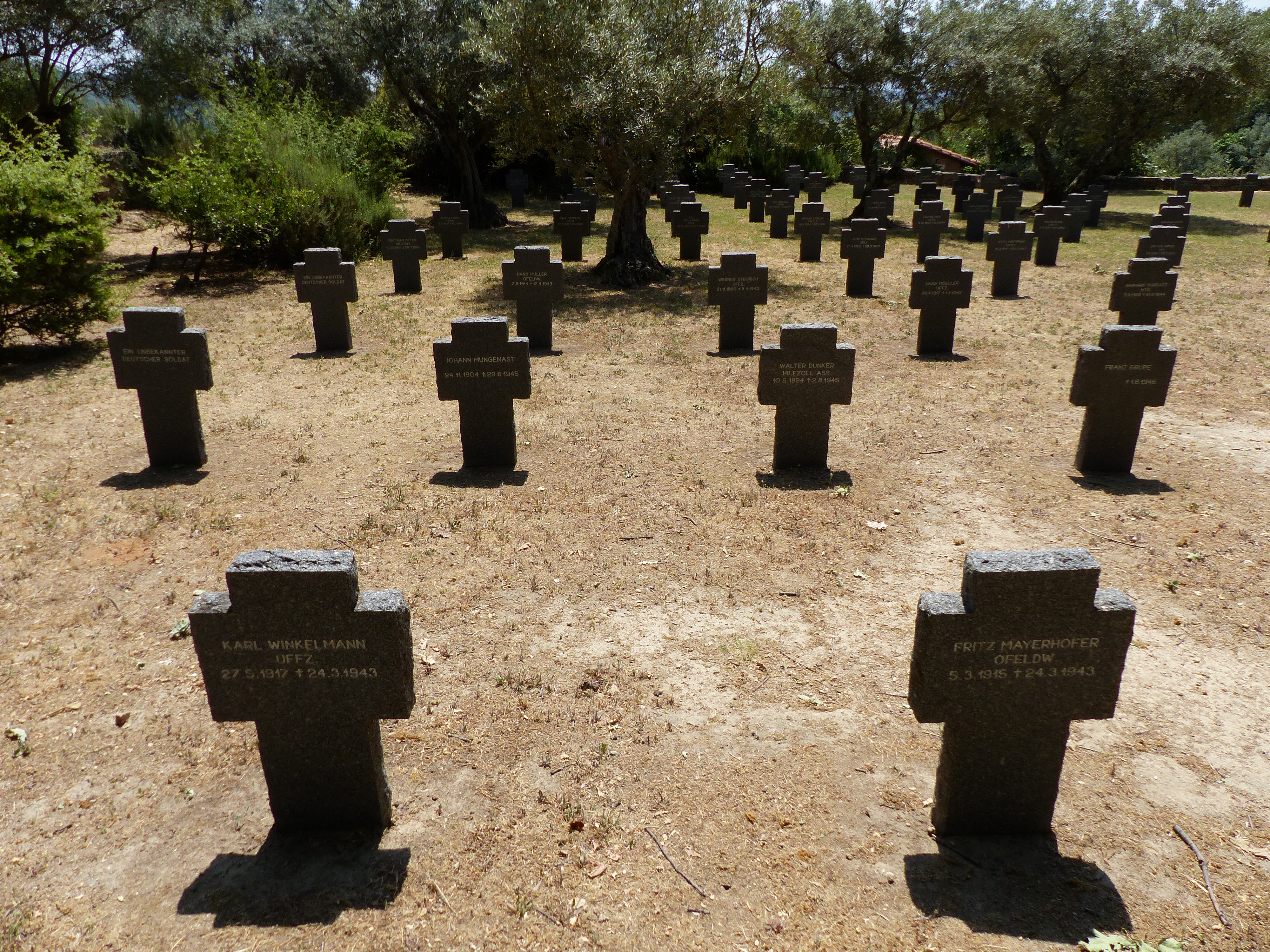
Tombes al cementiri

El Cementiri militar alemany de Cuacos de Yuste (en castellà: Cementirio militar alemán Cuacos de Yuste; en alemany: Deutscher Soldatenfriedhof Cuacos de Yuste) és un cementiri militar localitzat a les proximitats del Monestir de Yuste, al municipi de Cuacos de Yuste, Extremadura.
En ell estan enterrats molts dels soldats, aviadors i mariners alemanys de la Primera i la Segona Guerra Mundial que van arribar a les costes i terres espanyoles a causa de naufragis o a l'abatiment dels seus avions.

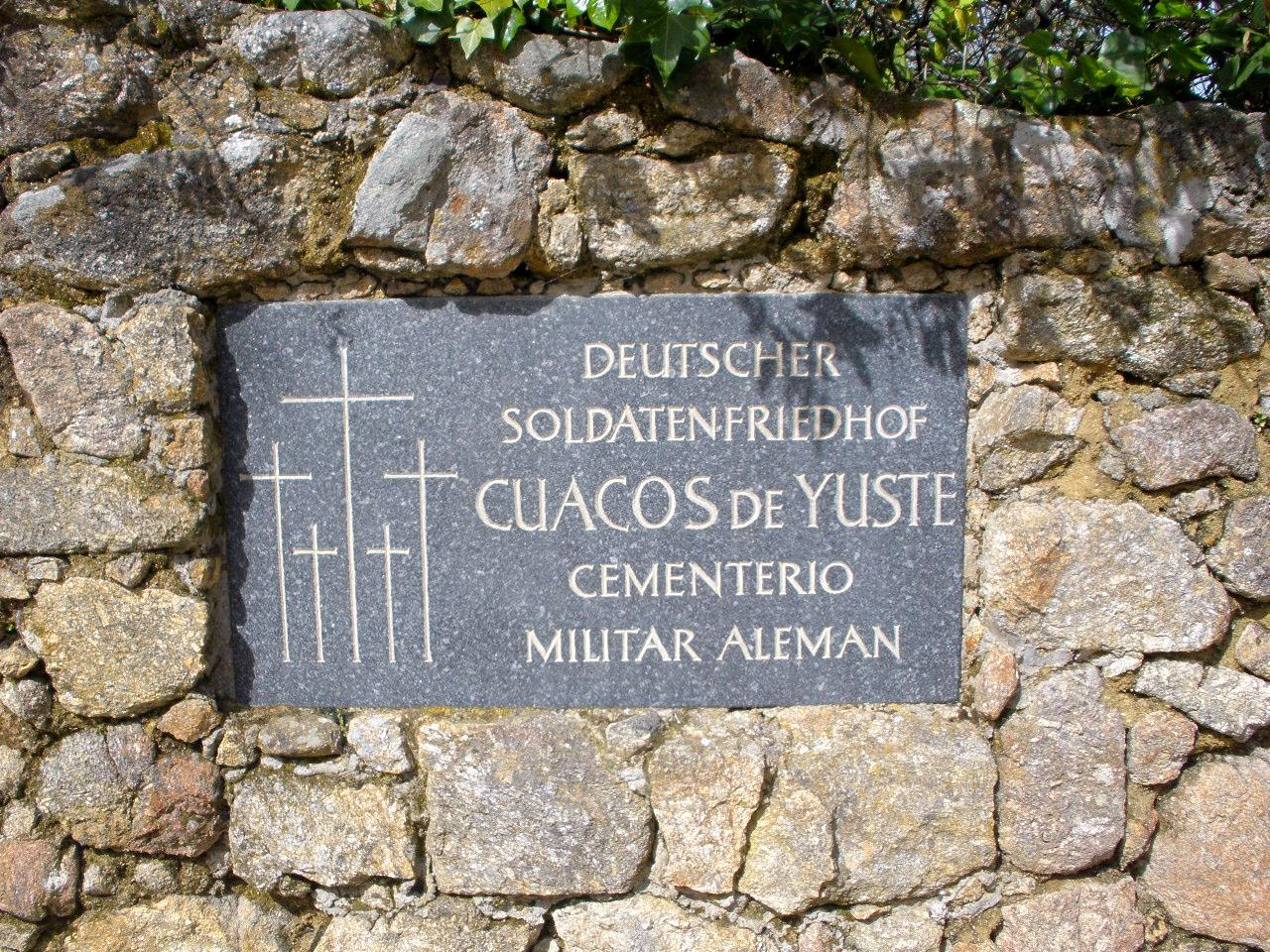
Placa d'entrada

El govern alemany, a través del Volksbund Deutsche Kriegsgräberfürsorge, organisme encarregat de vetllar pels cementiris de guerra alemanys, va decidir reunir en un únic lloc els cossos dels soldats alemanys repartits per Espanya. Les obres es van iniciar el 1980 i aquell mateix any començà el trasllat dels cossos, finalitzant la tasca el 1983, quan s'inaugurà de forma oficial l'1 de juny, amb l'assistència de representants de l'ambaixada alemanya, autoritats espanyoles i familiars arribats des d'Alemanya.
Totes les sepultures són iguals i únicament tenen una creu en granit fosc. Com a inscripció figura el nom del soldat, la seva categoria militar, així com la seva data de naixement i mort.
Destaquen els 38 mariners morts en l'enfonsament del submarí U-77 a prop del Penyal d'Ifac, al municipi de Calp (Marina Alta), els cinc submarinistes que pertanyen a l'O-966, un tripulant de l'O-760, un altre de l'O-454, un de l'O-447, cinc de l'O -755, un de l'O-955 i un de l'O-39 de la Primera Guerra Mundial, així com nombrosos pilots i tripulants de la força aèria (Luftwaffe). Igualment existeixen 8 làpides amb la inscripció «Ein Unbekannter Deutscher Soldat», dedicades a les restes de 8 homes amb identitat desconeguda. Un d'aquests integrants podria ser el pilot alemany del Junkers Ju-88, que la nit del 24 de març del 1944 es va estavellar embolicat en flames a la muntanya d'Enviny (Pallars Sobirà), prop de la Font del Cabrità.
En aquest cementiri hi ha una placa que diu, traduït de l'alemany:
| « | En aquest cementiri de soldats descansen 26 soldats de la Primera Guerra Mundial i 154 de la Segona Guerra Mundial. Van pertànyer a tripulacions d'avions que van caure sobre Espanya, submarins i altres navilis de l'armada enfonsats. Alguns d'ells van morir en hospitals espanyols a causa de les ferides. Les seves tombes estaven repartides per tot Espanya, allà on el mar els va llançar a terra, on van caure els seus avions o on van morir. El Volksbund en els anys 1980-1983 els va reunir en aquest darrer estatge inaugurat en presència de l'ambaixador de la República Federal d'Alemanya en un acte commemoratiu hispanoalemany l'1 de juny de 1983. Recordeu els morts amb profund respecte i humilitat. | » |

L'any 2019 patí una agressió, la primera d'ençà la seva inauguració l'any 1983, en forma de nou creus de granit destrossades i pintades a les parets del seu exterior amb diverses dianes i la inscripció en castellà «Ni nazis con honores» ("Ni nazis amb honors").